# Theobald Baerwart

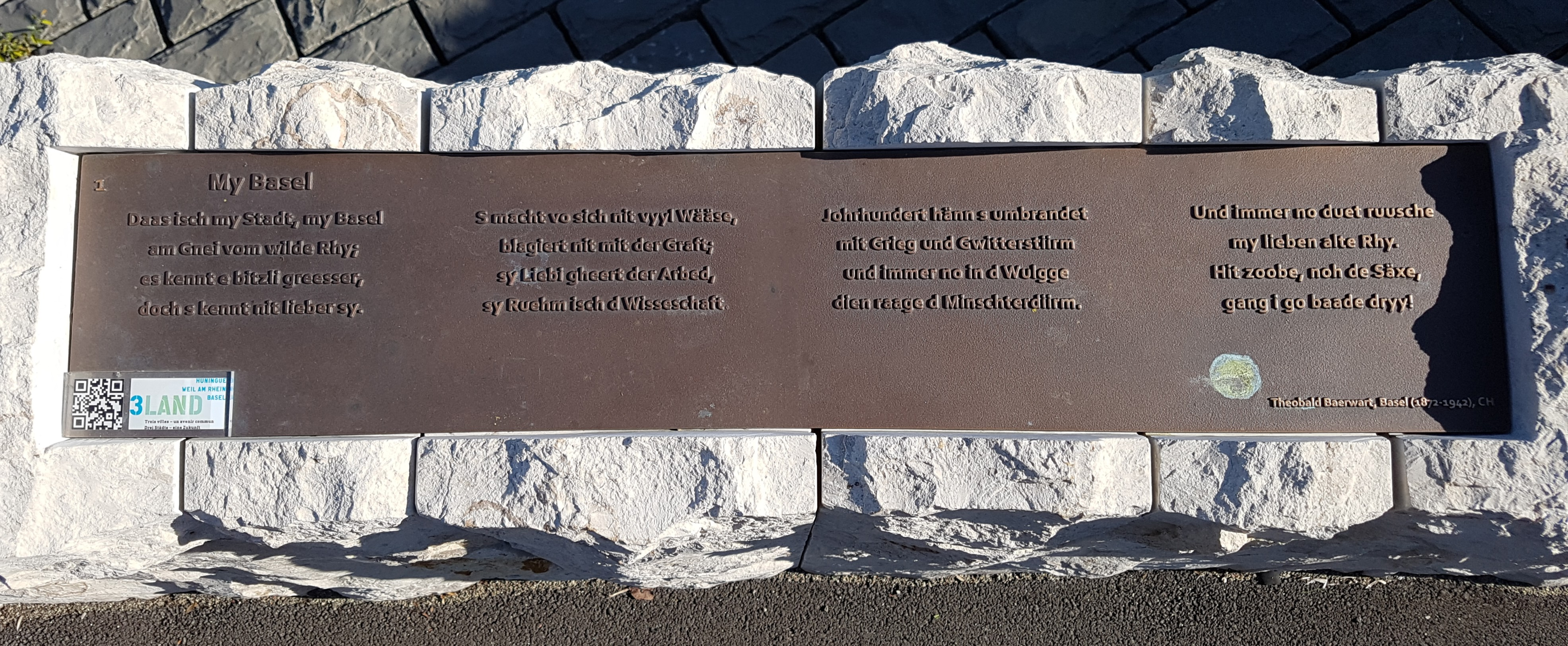
Gedicht My Basel von Theobald Baerwart, die erste Station am Dreyland-Dichterweg zwischen Basel, Huningue und Weil am Rhein

Theobald Baerwart (amtlich Ludwig Theobald Bärwart; * 14. Mai 1872 in Basel; † 5. Oktober 1942 in Liestal) war ein Schweizer Mundartdichter.

## Leben und Wirken
Theobald Baerwart wuchs als Sohn eines Bäckermeisters im Kleinbasel auf und absolvierte 1891 die Matura an der Oberen Realschule. Er begann im Sommersemester 1892 ein Studium der Philologie an der Universität Zürich, verliess die Universität aber nach Ablauf des Semesters. Im selben Jahr war er Bibliothekar des neugegründeten Internationalen Clubs sozialistischer Studenten. Im Sommerhalbjahr 1894 war er Student der Rechte an der Friedrich-Wilhelms-Universität in Berlin. Er brach das Studium aber schliesslich ab. 

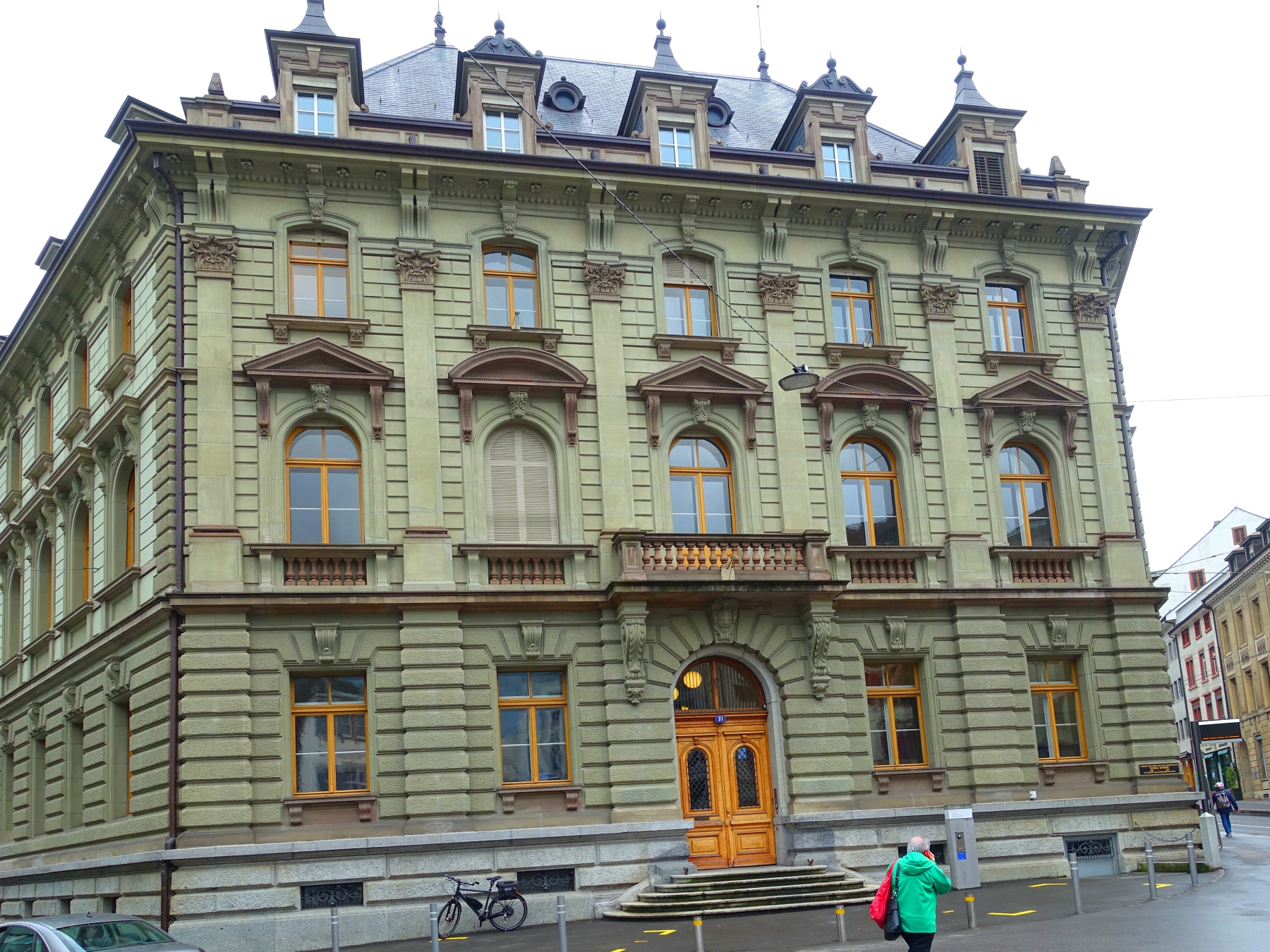
Zoll-Nord, Elisabethenstrasse 31 in Basel

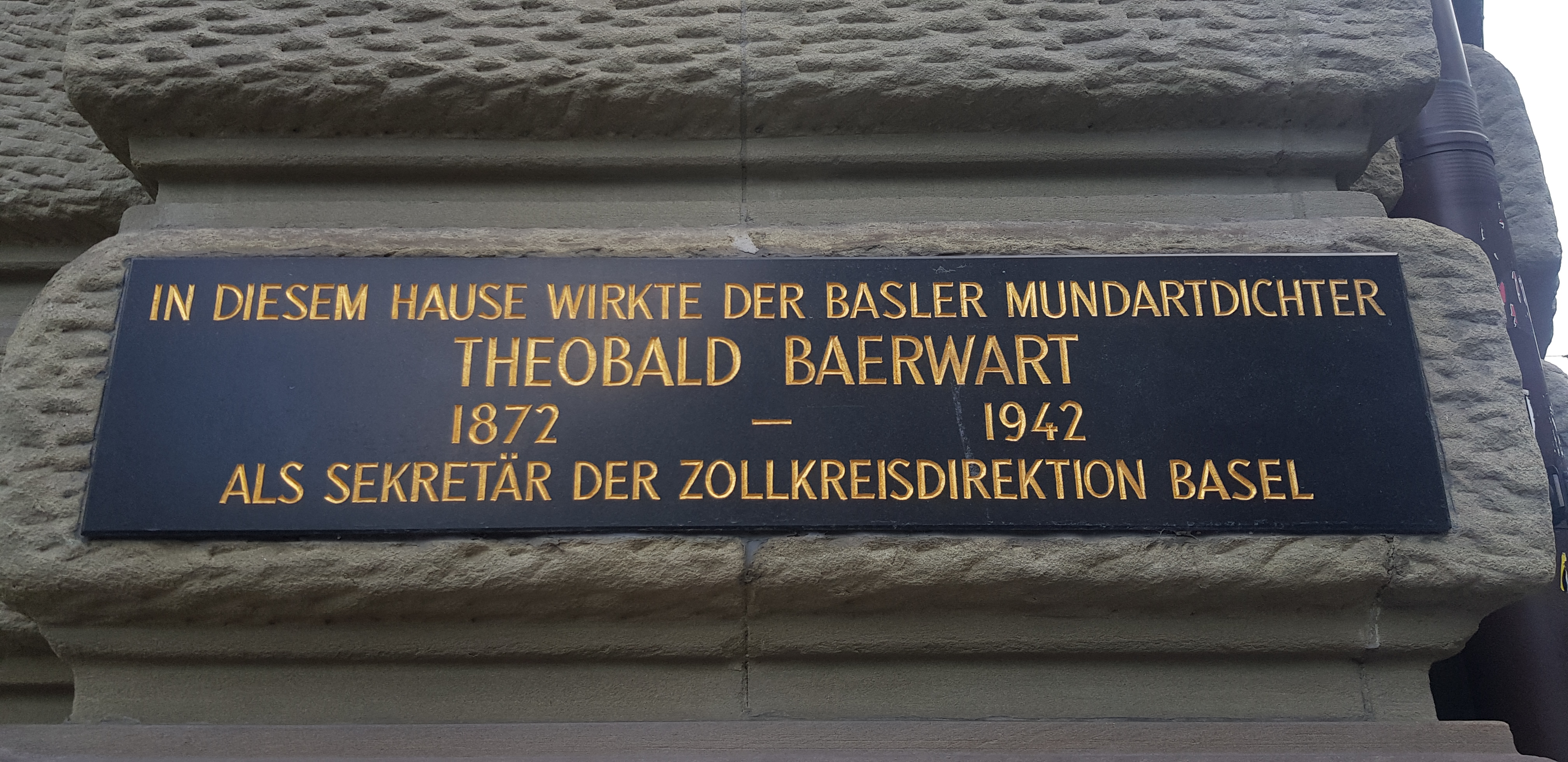
Theobald Baerwart (1872–1942) Mundartdichter, Zoll-Nord, Elisabethenstrasse 31, Basel

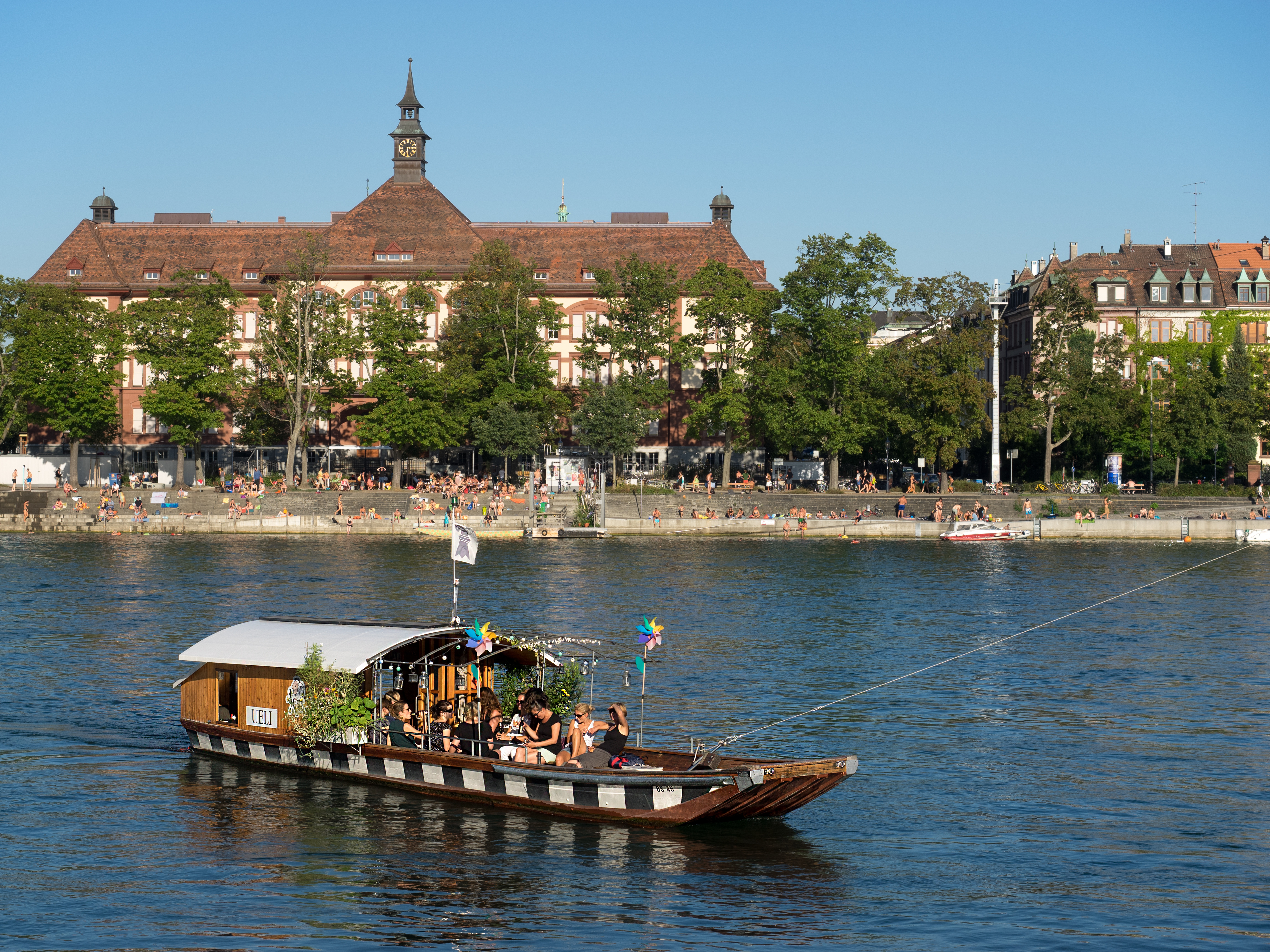
Theobald-Baerwart-Schulhaus mit St.-Johanns-Fähre (2015)

1895 trat er als «provisorischer Gehülfe» in die Eidgenössische Zollverwaltung ein. Mehrere Jahre musste er auf Grund einer Strafversetzung in Les Verrières arbeiten. Anschliessend war er bis zur Pensionierung 1935 wieder in Basel tätig, zuletzt als Dienstchef des Ressorts «Zollfreier Warenverkehr».
Baerwart war als Sänger in der Basler Liedertafel aktiv, wo er Ehrenmitglied und Eidgenössischer Sängerveteran wurde. Er dichtete Schnitzelbänke für die Basler Fasnacht, aber auch ein Lied zum Vogel Gryff. In der Zunft zu Brotbecken war er Vorgesetzter und Schreiber. Schliesslich begann er zu publizieren. Sein erstes Werk, die Rosswiler Geschichten, veröffentlichte er 1918 noch in Standardsprache. Mit der Erzählung Uus em Glaibasel stieg er 1921 auf Baseldeutsch um. Thema seiner Gedichte und Erzählungen war das Basler Kleinbürgertum, das er liebevoll ironisch beschrieb. Er veröffentlichte auch Theaterstücke. Seine Texte entfalteten in Basel spracherzieherische Wirkung. Baerwart war Mitgründer und Sekretär der Basler Sektion des PEN-Clubs. Er arbeitete auch für die Basler Hebelstiftung.
Theobald Baerwart heiratete 1907 Elsa Layh (1882–1967) aus Karlsruhe. Sie hatten zwei Töchter. Ab 1908 lebte er in der von ihm erbauten Villa Tannhäuser in Bottmingen. Seine Urne befindet sich auf dem Friedhof am Hörnli. Der Sozialdemokrat Wilhelm Bärwart war sein Cousin.
Seit 1968 trägt das Theobald-Baerwart-Schulhaus im Kleinbasel (ehemals Schulhaus «am Rhein») seinen Namen.

## Werke (Auswahl)
- Rosswiler Geschichten und anderes. Selbstverlag, Basel 1918.
- Uus em Glaibasel: Baseldytschi Jugederinnerige. Helbing & Lichtenhahn, Basel 1921; 2., erweiterte Auflage 1926.
- Sällmol: Basler Plaudereien. National-Zeitung, Basel 1926.
- mit Konrad Bänninger, Gottfried Bohnenblust: Festliches Jahr: Gedichte zum Vortragen. Rascher, Zürich/Leipzig/Stuttgart 1934.
- Im diefschte Glaibasel: Plaudereie us der Juged. Brodbeck-Frehner, Basel 1935.
- Maisepfiff: Baseldytschi Värs. Wepf, Basel 1928; 2., erweiterte Auflage: Brodbeck-Frehner, Basel 1936.
- Missi, der Held im Duubeschlag. Brodbeck-Frehner, Basel 1936.
- My glaini Wält: Basler Plaudereie. Brodbeck-Frehner, Basel 1938.
- Dreivierlig ohni Bai: Basler Plaudereie. Brodbeck-Frehner, Basel 1941.
- Sunnebligg: Baseldytschi Värs. Brodbeck-Frehner, Basel 1941.

Postume Werkausgabe:
- Im diefschte Glaibasel: Erschte Dail vo de gsammlete Wärgg. Pharos, Basel 1967.
- My glaini Wält: Der zwait Dail vo de gsammlete Wärgg. Pharos, Basel 1969.